# Unimog 411
Der Unimog 411 ist ein Fahrzeug der Unimog-Reihe von Mercedes-Benz. Die Daimler-Benz AG baute zwischen August 1956 und Oktober 1974 im Mercedes-Benz-Werk Gaggenau 39.581 Stück. Der 411 ist die letzte Baureihe der „Ur-Unimogs“. Konstruktiv basiert der 411 auf dem Unimog 401. Er ist ebenfalls ein auf einem Leiterrahmen aufgebautes Nutzfahrzeug mit vier gleich großen Rädern und als Geräteträger, Ackerschlepper und universell einsetzbare Arbeitsmaschine konzipiert. Wie der 401 hatte er einen Pkw-Motor, zunächst mit 30 PS (22 kW).
Insgesamt gab es zwölf verschiedene Baumuster des 411, die in zahlreichen Modellvarianten mit drei Radständen (1720 mm, 2120 mm und 2570 mm) angeboten und in der herkömmlichen Cabrioversion, als Triebkopf und mit geschlossenem Fahrerhaus, das wie beim Vorgänger von Westfalia gefertigt wurde, geliefert werden konnten. Das geschlossene Fahrerhaus gab es in zwei Versionen, der Typ B ähnelt dem Fahrerhaus des Unimog 401, der Typ DvF ähnelt den Fahrerhäusern der Mercedes-Benz-Lkw der 1950er- und 1960er-Jahre mit Scheinwerfern im Kühlergrill und Chromleisten.
Während seiner langen Produktionsphase wurde der Unimog 411 mehrmals technisch überarbeitet. Wegen der Vielzahl der Veränderungen, die die Baureihe 411 erfuhr, werden zur besseren Differenzierung vier Typen der Baureihe 411 unterschieden: der Ur-411, 411a, 411b und 411c. Obwohl der 411 technisch auf dem 401 basiert, wurden auch Konstruktionsmerkmale anderer Unimogbaureihen für den 411 übernommen, so unter anderem die Achskonstruktion der Baureihe 406, die ab 1963 in modifizierter Form beim 411 verwendet wurde. Als letzter klassischer Unimog hat der 411 keinen direkten Nachfolger, ab 1966 war jedoch der Unimog 421 im Unimogprogramm, der technisch auf dem 411 basiert und im selben Produktsegment platziert war.

## Fahrzeuggeschichte

### Entwicklung

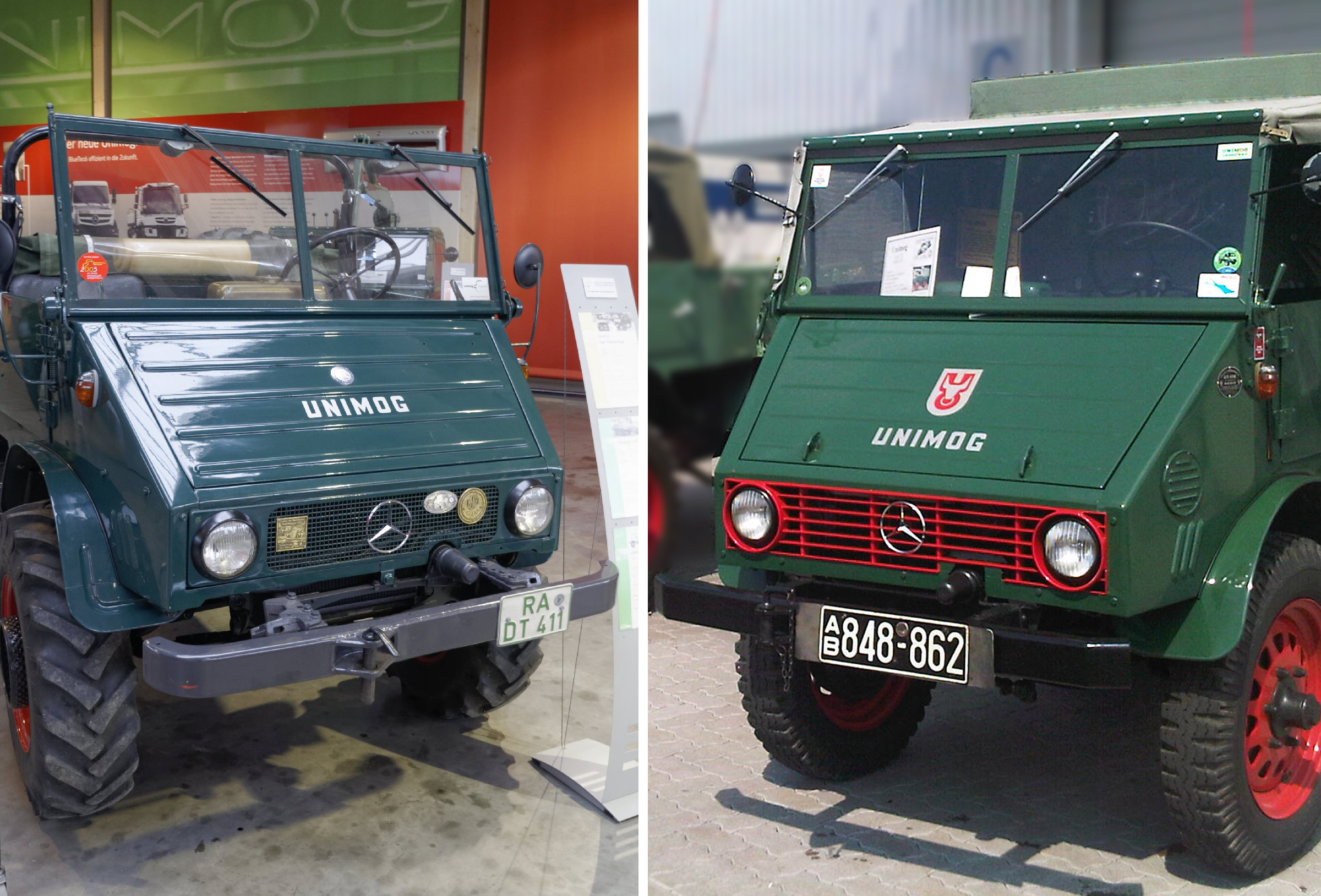
Links: Unimog 411c, Baujahr 1966
Rechts: Unimog 401
Sofort erkennbarer Unterschied: Der Kühlergrill des 411 ist engmaschiger und in Wagenfarbe lackiert. (Wird das Bild angeklickt, so kann eine genauere Beschreibung der einzelnen Unterschiede aufgerufen werden.)

Der Unimog 411 ist nicht vollständig neu entwickelt, vielmehr leitete Daimler-Benz die Baureihe 411 aus den Vorgängerbaureihen 401 und 402 ab. Neuentwicklungen stand die Unimog-Konstruktionsabteilung unter Leitung von Heinrich Rößler in den 1950er-Jahren abwartend gegenüber, auch wenn in Betracht gezogen wurde, den Unimog 411 mit einem 40 PS (29,5 kW) starken Dieselmotor und einem 80 PS (59 kW) leistenden Ottomotor anzubieten. Diese Ideen wurden jedoch erst mit späteren Baureihen umgesetzt. Die Hoffnungen der Entwickler lagen insbesondere auf dem 411 mit Ganzstahlfahrerhaus. Wichtigstes Augenmerk der Entwicklungsabteilung war primär die Vorführung, Erprobung und Verbesserung des Unimog als solcher. So sind die hauptsächlichen Änderungen des 411 im Vergleich zum Vorgänger eine Erhöhung der Motorleistung um 20 %, verstärkte Stoßdämpfer, verstärkte Traversen für den Motor, ab 1959 Gleitlager statt Rollenlager für das Schaltgetriebe und vergrößerte Reifen mit der Dimension 7,5–18″ (Sonderausstattung: 10–18″), die einen neuen Radkasten erforderlich machten; beim 411 sind die vorderen Radkästen oben etwas länger gezogen als beim 401, sodass die Reifen beim Lenkeinschlag nicht schleifen. Darüber hinaus wurde beim 411 die Frontpartie neu gestaltet, so wurden die Sicken auf der Motorhaube breiter. Des Weiteren wurde der Kühlergrill kleiner, er war nun ein in Fahrzeugfarbe lackiertes viereckiges Gitter statt der Streben des Vorgängers.
Cabrios der Baureihe 401 wurden ab Juni 1955 bereits mit dem Fahrerhaus der späteren Baureihe 411 ausgestattet, sodass es einige Zwitterfahrzeuge gibt. Präsentiert wurde der 411 dann auf der DLG-Ausstellung im September 1956 in Hannover. Da während des Gesamtzeitraumes der Serienproduktion sehr viele Änderungen am Unimog 411 vorgenommen wurden, wird in der Daimler-Benz-Werkliteratur die Baureihe 411 zur besseren Unterscheidung wesentlicher technischer Änderungen in vier Typen eingeteilt, den Urtyp 411 (1956–1961), 411a (1961–1963), 411b (1963–1965) und 411c (1965–1974).
Daimler-Benz setzte sich mit dem Unimog 411 das Ziel, jährlich 4000 Fahrzeuge abzusetzen. Um den Anforderungen an den Unimog 411 gerecht zu werden, wurden bei der Weiterentwicklung der Baureihe Kundenwünsche miteinbezogen und berücksichtigt. Dennoch war der 411 eher ein kleines Fahrzeug mit einem am Ende nur 34 PS (25 kW) starken Dieselmotor, der für einige Einsatzzwecke als zu leistungsschwach erachtet wurde. Analysten bei Daimler-Benz warnten davor, dass die jährliche Produktionsrate des Unimog 411 nach 1960 unter 3000 Fahrzeuge fallen würde. Dieser Punkt war 1964 erreicht. Deshalb führte Daimler-Benz 1963 einen größeren Unimog ein, den 406. Vom ehemaligen Kernprodukt der Unimogpalette wandelte der 411 sich somit zur nur mehr leichten Baureihe. Die Weiterentwicklung des Unimog 411 war dadurch jedoch nicht zu Ende, ab 1963 wurden die Achsen des Unimog 406 in modifizierter Form auch beim 411 eingebaut. Diese Achsen sind standfester, preiswerter und leichter zu warten. Ab 1967 erhielt der 411 die gleiche Stoßstange wie der Unimog 421.
Nach der Einführung des Typs 411c im Jahre 1965 wurde die Baureihe 411 nicht mehr in großem Umfang weiterentwickelt, die Baumuster mit extralangem Radstand kamen als letzte wesentliche Neuerung ab 1969 für den Exportmarkt in das Unimog-Modellprogramm. Im März 1966 wurde mit dem Unimog 421 ein technisch ähnliches Fahrzeug mit deutlich modernerem Erscheinungsbild vorgestellt, das im selben Segment platziert war. Eigentlich war der 421, der die Technik des Unimog 411 und einen 2-Liter-Vorkammermotor des Typs OM 621 mit 40 PS (29,5 kW) hat, als preiswerte Ergänzung der Baureihe 406 konzipiert, doch schon ab 1970 war der Unimog 421 deutlich beliebter als der ähnliche, aber ältere und schwächere 411 und wurde von den Kunden bevorzugt gekauft. Dennoch wurde der Unimog 411 unverändert weitergebaut. Erst im Oktober 1974 wurde die Produktion nach 39.581 Fahrzeugen eingestellt. Vermutlich wurden 1975 nochmals einige Fahrzeuge für einen militärischen Kunden nachproduziert.

### Vertrieb
Auf dem westdeutschen Markt kostete der Unimog 411 bei seiner Einführung 1956 in der Grundvariante als Cabrio 12.500 DM. Er hatte zunächst den Motor mit dem Baumuster OM 636.914, der 30 DIN-PS (22 kW) bei 2550 min−1 leistet. Da für einige Kunden der Unimog 411 zu teuer war, wurde von 1957 bis 1959 ein „Sparmodell“ angeboten, der U 25. Der U 25 erhielt die eigenständige Baumusternummer 411.116. Ihm fehlen Windschutzscheibe, Seitenfenster, Scheibenwischer, Verdeck und weitere Kleinteile, Sitze und Motorisierung stammen vom Unimog 2010, auch die Übersetzung der Portalachse wurde geändert. Er war ein Misserfolg, nur 54 Einheiten wurden verkauft. Ende der 1950er-Jahre wurde die Baureihe 411 auch in die USA exportiert, dort vertrieb Curtiss-Wright die Baumuster 411.112 und 411.117; der Markenname Mercedes-Benz wurde beibehalten. 1965 kostete die Grundausführung 15.300 DM. Den größten Umsatz erzielte die Daimler-Benz AG mit dem Unimogvertrieb in Westdeutschland. 1962 betrug der weltweite Umsatz mit dem U 411 ohne Ersatzteilgeschäft 54.870.000 DM.

### Prototyp für die französische Armee
Auf Anfrage der französischen Armee baute Daimler-Benz im Jahr 1957 einen Prototyp auf Basis der Baureihe 411 mit Ottomotor. Das Fahrzeug bekam die Fahrgestellnummer 411.114 75 00939 und wurde dem Baumuster 411.114 zugeordnet, das 1969 für die Modelle mit extralangem Radstand neu vergeben wurde. Der Prototyp 411.114 hatte den langen Radstand von 2120 mm, Getriebe und Kupplung des Unimog S und Reifen der Dimension 7,5–18″. Der gewünschte und eingebaute Vierzylinderottomotor war der M 121 mit 1897 cm³ Hubraum und einer Leistung von 65 PS (48 kW) bei 4500 min−1 sowie einem maximalen Drehmoment von 128 N·m bei 2200 min−1, wie er auch im Mercedes 180 eingesetzt wurde. Die Höchstgeschwindigkeit beträgt 90 km/h. Erkennungsmerkmal ist die verstärkte Frontscheibe mit den Scheibenwischern unten. Die französische Armee testete das Fahrzeug über einen Zeitraum von annähernd 9000 Betriebsstunden und entschied, es wegen seines hohen Schwerpunktes nicht zu beschaffen. Auf Basis dieses Prototyps entwickelte Daimler-Benz weitere militärische Fahrzeuge mit einer Nutzlast von einer Tonne.

### Westfalia-Fahrerhaus

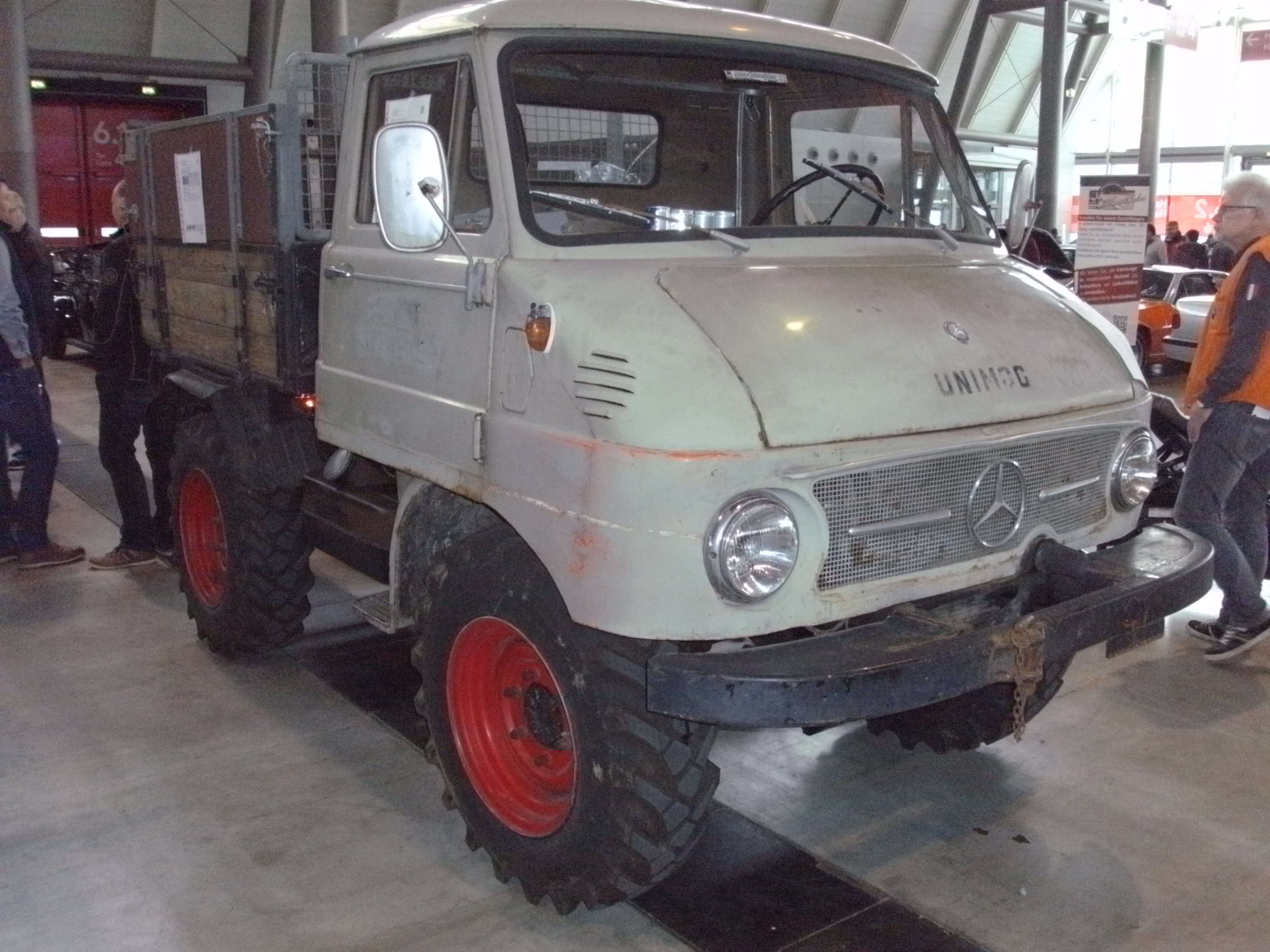
Unimog 411.120, Baujahr 1966, Fahrerhaus Westfalia Typ DvF.
Leistung: 34 PS (25 kW)

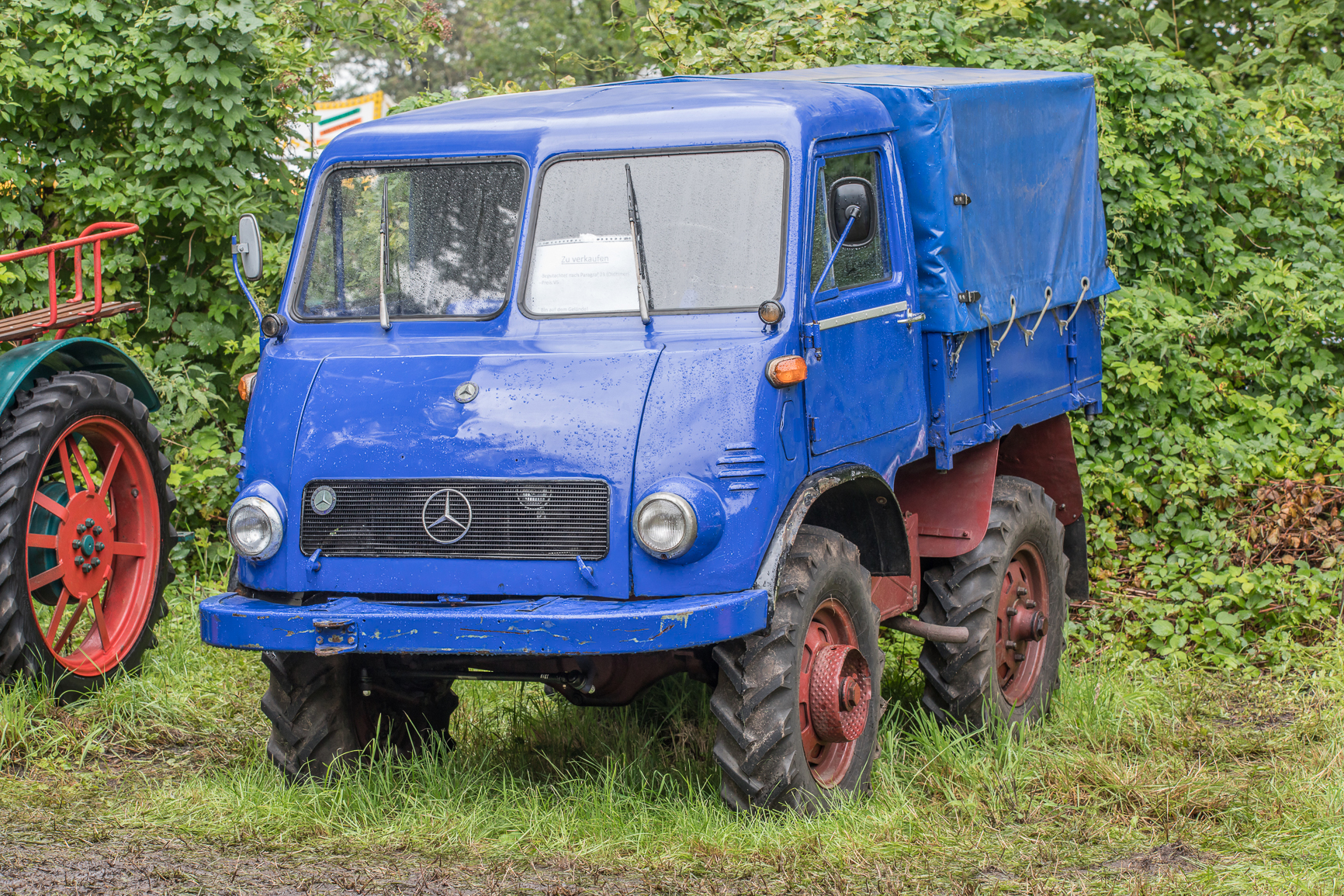
Unimog 411 mit Fahrerhaus Westfalia Typ B

Wie auch der Unimog 401 und 402 zuvor wurde auch für den Unimog 411 ein geschlossenes Fahrerhaus angeboten, das Westfalia in Wiedenbrück herstellte. Daimler-Benz rüstete die Unimogs ab Werk mit diesem Fahrerhaus aus. Bei Produktionsbeginn der Baureihe 411 im August 1956 wurde das Fahrerhaus des Typs B, das auch schon für den Unimog 401 gebaut wurde, für das neue Unimog-411-Fahrgestell modifiziert und äußerlich beinahe unverändert weitergebaut. Es hat das Baumuster 411.520. Dieses Fahrerhaus trägt den Spitznamen Froschauge und wurde nur 1107-mal gebaut, die Baumuster 411.111 (1720 mm Radstand) und 411.113 (2120 mm Radstand) wurden damit ausgestattet, bis sie im Oktober 1961 eingestellt wurden. Schon 1957 gab es von Westfalia für den Unimog 411 ein neues Fahrerhaus. Es hat das Baumuster 411.521 und wird als Fahrerhaus Typ DvF bezeichnet. Es wurde nur für die Baumuster 411.117 und 411.120 mit 2120 mm Radstand gebaut. DvF steht für Typ D, verbreitertes Fahrerhaus. Wie der Name besagt, wurde es in seinen Abmessungen im Vergleich zum Typ B deutlich vergrößert, es hat ein um 30 % größeres Volumen und ist breiter als die Ladepritsche des Unimog. Die Frontscheibe ist ungeteilt und die Ergonomie wurde deutlich verbessert. Die Form folgt dem Lkw-Design der Marke Mercedes-Benz in den 1950er- und 1960er-Jahren mit elliptischem Kühlergrill mit am äußeren Rand eingefassten Scheinwerfern sowie üppigem Chromzierrat. Anders als bei den Cabriomodellen ist die vordere Stoßstange eher rundlich und an den Enden stärker gebogen. Auf Wunsch stattete Daimler-Benz das DvF-Fahrerhaus mit einer Heizung aus. Als nachteilig erwies sich beim DvF-Fahrerhaus die große Hitzebelastung durch die Motorabwärme. Ursache dafür ist die weit in den Fahrgastraum hineinragende Motorabdeckung, die das Fahrerhaus nicht ausreichend vom Motor isoliert. Die Fertigung des Unimog 411 wurde 1974 eingestellt, Westfalia baute das DvF-Fahrerhaus aber noch bis 1978 weiter.
Darüber hinaus erprobte Westfalia Mitte der 1960er-Jahre ein GFK-Hardtop für die Cabrioversionen des Unimog 411. Es bot besseren Schutz vor der Witterung und bessere Sicht nach den Seiten als das Stoffverdeck. Zwar wurden Prospekte gedruckt und das Hardtop in den offiziellen Unimogkatalog aufgenommen, dennoch wurde es kaum verkauft. Wie viele Exemplare des Hardtops produziert wurden, ist nicht bekannt.

### Jährliche Baureihenveränderung

#### Urtyp 411
1957
Im Jahr 1957 wurde der 411 umfassend modifiziert. So fielen die Winker weg und wurden durch konventionelle Pkw-Blinkleuchten ersetzt. Zu weiteren äußeren Neuerungen zählen die neue Mercedes-Plakette auf der Motorhaube und die geänderten Rückleuchten. Die Motorleistung wurde ab März auf 32 PS (23,5 kW) erhöht und auf Wunsch konnte das Getriebe synchronisiert geliefert werden, im Juli folgten an den Hinterachsen neue Federn mit einem Drahtdurchmesser von 19,5 mm statt 18 mm, ab September wurde eine verstärkte Lenkung mit Dreispeichenlenkrad von Fulmina eingebaut. Bei den Cabriomodellen wurden die aus Cellon hergestellten Seitenscheiben bereits im Mai 1957 durch Polyvinylchloridscheiben ersetzt. Ebenfalls im Mai führte Mercedes-Benz das Sparmodell U 25 ein. Auf der IAA im September wurde das neue Fahrerhaus Westfalia Typ DvF vorgestellt; ab Oktober war eine Anhängerbremsanlage lieferbar.
1958
Ab März oder April 1958 wurde der Unimog 411 serienmäßig mit einem 60 Liter statt nur 40 Liter fassenden Kraftstoffbehälter ausgerüstet. Weitere Änderungen waren eher gering, so wurde unter anderem die Bremsanlage modifiziert, ein kombinierter Vorglüh- und Startschalter eingebaut, der Nebenantrieb verstärkt, und am Westfalia-Fahrerhaus Typ DvF wurden Ausstellfenster eingebaut.
1959
Ab Januar gehörte das zuvor nur als Sonderausstattung angebotene Synchrongetriebe zur Serienausstattung. Das Sparmodell U 25 wurde 1959 ersatzlos eingestellt.
1960

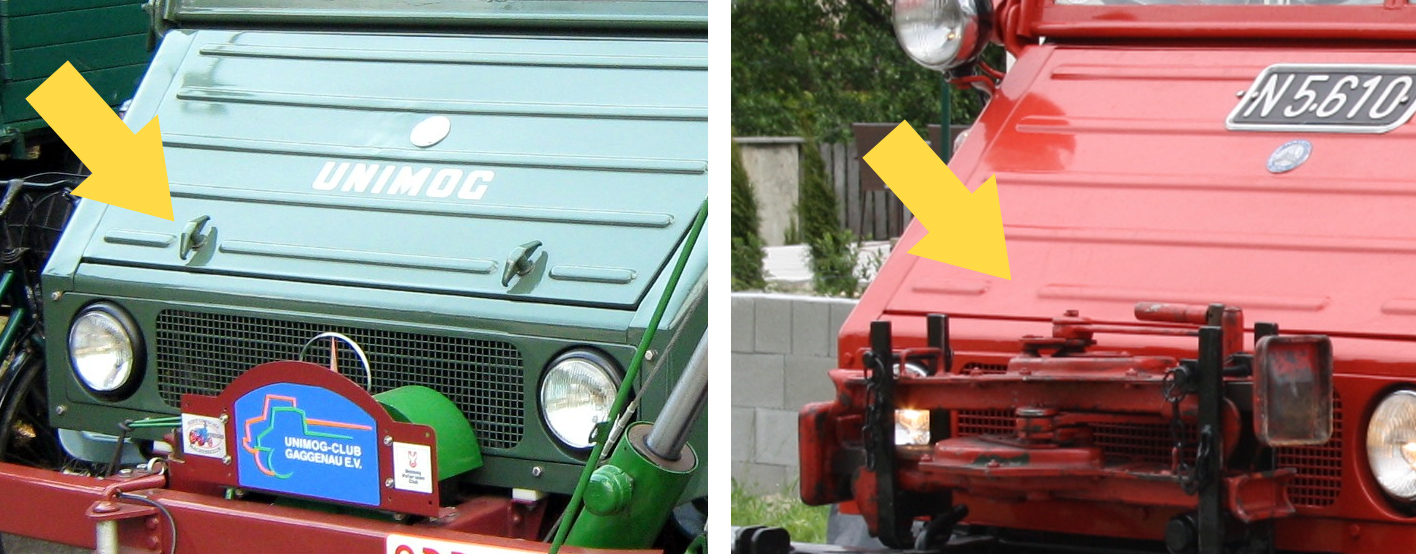
Rechts ist der Schnappverschluss eingebaut, sodass keine Außenknebel mehr benötigt werden.

Im Januar 1960 wurde das System der Fahrgestellnummerierung geändert, sodass nicht mehr die ersten beiden Ziffern eine Zahl von 55 bis 95 bilden. Stattdessen begannen die Fahrgestellnummern ab 1960 mit „01“. Die Motorhaubenkonstruktion wurde geändert. Es wurden Schnappverschlüsse eingebaut, die die Außenknebel überflüssig machten. Außerdem wurden die Spiegel weiter unten und nicht mehr an der A-Säule befestigt. Für die Einführung des dreipunktgelagerten Fahrerhauses im Oktober 1961 wurde bereits die hintere Aufhängung des Fahrerhauses im März 1960 angepasst.

#### 411a
1961
Im Oktober 1961 fand eine umfassende Modellpflege beim Unimog 411 statt, die die Baureihe vor allem technisch aufwertete: Der Urtyp 411 wurde durch den Typ 411a ersetzt. Der 411a wurde ab 9. Oktober 1961 in Serie hergestellt und unterscheidet sich vom Ur-411 durch den Leiterrahmen mit höheren Längsträgern: statt 100 nun 120 mm. Darüber hinaus wurde eine neu eingeführte Hydraulikanlage mit Front- und Heckkraftheber angeboten und das Fahrerhaus erhielt eine Dreipunktlagerung, was den Komfort für die Insassen deutlich steigerte. Der Typ 411a ist an den Scheinwerfern zu erkennen, die nicht mehr am Rahmen, sondern am Kühlergrill befestigt sind, wodurch sie leicht nach vorne abstehen, so wie die an den Enden gebogene Frontstoßstange. Die Pritsche hat je Seite vier statt drei seitliche Bretter und hat zum Fahrerhaus einen Abstand von 30 mm. Die Fertigung der Fahrzeuge mit dem Fahrerhaus Westfalia Typ B wurde im Oktober 1961 endgültig eingestellt.
1962
Die Einbuchtungen auf der Motorhaube für die nicht mehr benötigten Knebel entfielen, und alle Fahrzeuge erhielten eine neue Blinkeranlage von Bosch. Das Heckfenster des Cabrioverdeckes wurde vergrößert, und die DvF-Fahrerhäuser erhielten zweiteilige Scheinwerferringe.

#### 411b
1963–1964
Im März wurde die Produktion des 411a wegen des neuen 411b eingestellt. Wichtigste Änderung beim 411b war die Einführung der Achskonstruktion des Unimog 406, die die alte von Erhard & Söhne gefertigte Achse ersetzte. Die Frontscheibe wurde von 410 mm auf 450 mm erhöht, und die Cabriomodelle erhielten ein Dreiecksfenster hinter der A-Säule. Hinten waren die Kotflügel komplett in Schwarz gehalten. Weitere technische Änderungen waren eine modifizierte Abgasanlage, eine als Sonderausstattung angebotene hydraulische Lenkhilfe und ein neuer, nun zweistufiger Hauptbremszylinder.

#### 411c
1965
Bis Februar 1965 wurde der 411b gebaut, ab Februar 1965 wurde der Typ 411c in Serie gefertigt, dessen Hauptunterschied zum 411b die um 2 PS (1471 W) gesteigerte Motorleistung ist. Daimler-Benz baute weiterhin den Motor mit dem Baumuster OM 636.914 ein; die Nenndrehzahl wurde jedoch von 2550 min−1 auf 2750 min−1 erhöht. Darüber hinaus wurden Zylinderkopf, Einspritzpumpe und Drosselklappengehäuse geändert. Daraus resultierte die Leistungsverbesserung auf 34 PS (25 kW). Um die Fahrgeschwindigkeiten bei Motornenndrehzahl gleichzuhalten, wurde das Übersetzungsverhältnis der Achsen von 25:7 auf 35:9 geändert. Die hintere Verdeckaufnahme, der Tachometer im Fahrerhaus, die Keilriemenscheibe für den Kompressor und die Rückleuchten wurden ebenfalls modifiziert. Mit Einführung des Typs 411c 1965 gab es die drei Baumuster 411.118, 411.119 und 411.120 und neun Modelle.
1966
Ab April 1966 wurde die Standardfarbe des Unimog von Unimog-Grün (DB 6286) hin zu Lkw-Grün (DB 6277) geändert. Die Bordwandscharniere des Unimog 421 wurden eingebaut und die Hinterfederböcke waren gegossen. Die Modelle mit Westfalia-DvF-Fahrerhaus erhielten einen Griff an der A-Säule, der den Einstieg erleichtern sollte.
| Lkw-Grün (DB 6277) | Unimog-Grün (DB 6286) |

1967

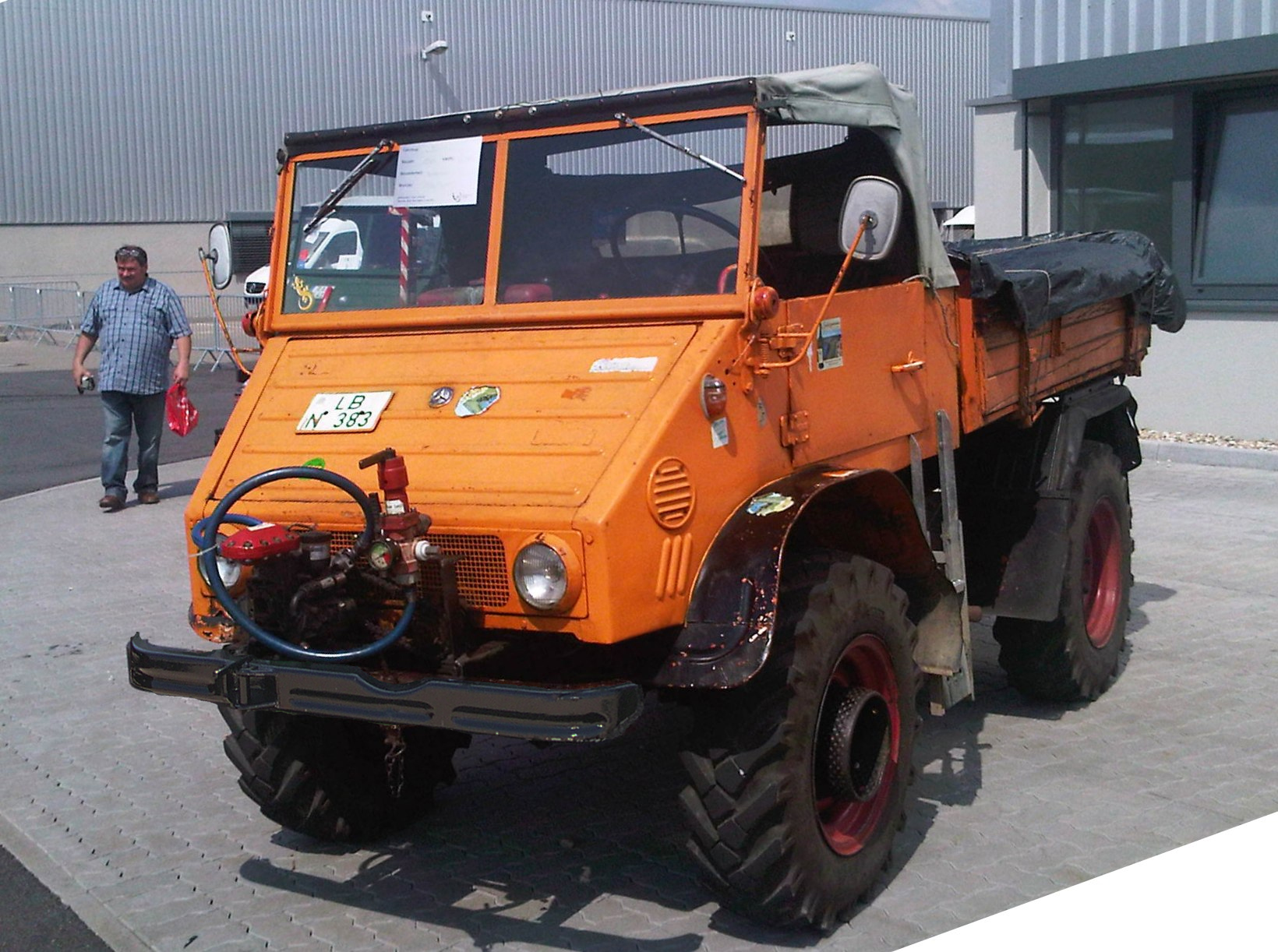
Unimog 411c
Der 411 erhielt ab 1967 die Stoßstange des Unimog 421.

Die wichtigste Änderung ab 1967 war die Einführung der Stoßstange des Unimog 421, die an der Längssicke zu erkennen ist. Ferner wurden Schwenklager an der Vorderachse und ein Türgriffschutz bei den Cabriomodellen eingebaut.
1968
Der Rahmen erhielt eine neue Anbauplattenhalterung und verschweißte Front- und Schlussträger. Das Thermostat wurde modifiziert und die DvF-Fahrerhäuser bekamen neue Außenspiegel.
1969
Die letzte größere Neuerung gab es 1969, als der extralange Radstand von 2570 mm mit dem Baumuster 411.114 für den Export eingeführt wurde. Primär wurde das Baumuster 411.114 an das portugiesische Militär geliefert, das das Fahrzeug im Bürgerkrieg in Angola einsetzte. Die Fulminalenkung wurde durch eine ZF-Gemmerlenkung des Typs 7340 ersetzt. Zusätzlich wurden die Kraftstoffleitungen aus Kunststoff ausgeführt.
1970
1970 wurde die Lochanordnung im Armaturenbrett geändert, um serienmäßig eine Kraftstoffanzeige und einen Glühwächter aufzunehmen.
1971–1974
1971 wurden die runden Blinker durch eckige Blinker ersetzt, eine Scheibenwaschanlage eingeführt sowie der Rahmen der Frontscheibe schwarz lackiert. Alle Fahrzeuge erhielten 1972 ein neues Zweispeichenlenkrad und die Cabriomodelle modernere Außenspiegel. 1973 und 1974 wurde nichts mehr geändert.

## Modelle
Der Unimog 411 wurde in vielen Modellvarianten angeboten. Die Modellbezeichnungen repräsentieren die Fahrzeugart und Ausstattungsmerkmale des Unimog, lassen jedoch nur bedingt auf das Baumuster schließen. Die Modellbezeichnung setzt sich beim Unimog 411 aus einem, zwei oder drei die Fahrzeugart bestimmenden Suffixen, der Motorleistung in DIN-PS und gegebenenfalls Ausstattungsmerkmale kennzeichnenden Präfixen zusammen. Ein U 34 L bezeichnet einen serienmäßig ausgestatteten Unimog mit 34 PS (25 kW) Motorleistung und langem Radstand. Folgende Suf- und Präfixe gab es; sofern sie nicht über den gesamten Produktionszeitraum verwendet wurden, ist es gekennzeichnet:
- U: Unimog in Grundausführung
- A: Ohne Anhängerbremsanlage
- B: Mit Anhängerbremsanlage (bis ca. 1961)
- C: Mit pneumatischem Kraftheber (bis ca. 1961)
- D: Mit Anhängerbremsanlage (ab ca. 1961)
- F: Westfaliafahrerhaus Typ DvF
- H: Mit hydraulischem Kraftheber (ab ca. 1961)
- L: Langer Radstand von 2120 mm
- S: Sattelzugmaschine

Folgende Motorleistungen wurden angeboten:
- 25 PS (18,5 kW)
- 30 PS (22 kW)
- 32 PS (23,5 kW)
- 34 PS (25 kW)
- 36 PS (26,5 kW)

### Stückzahlen nach Baumuster und Baujahr

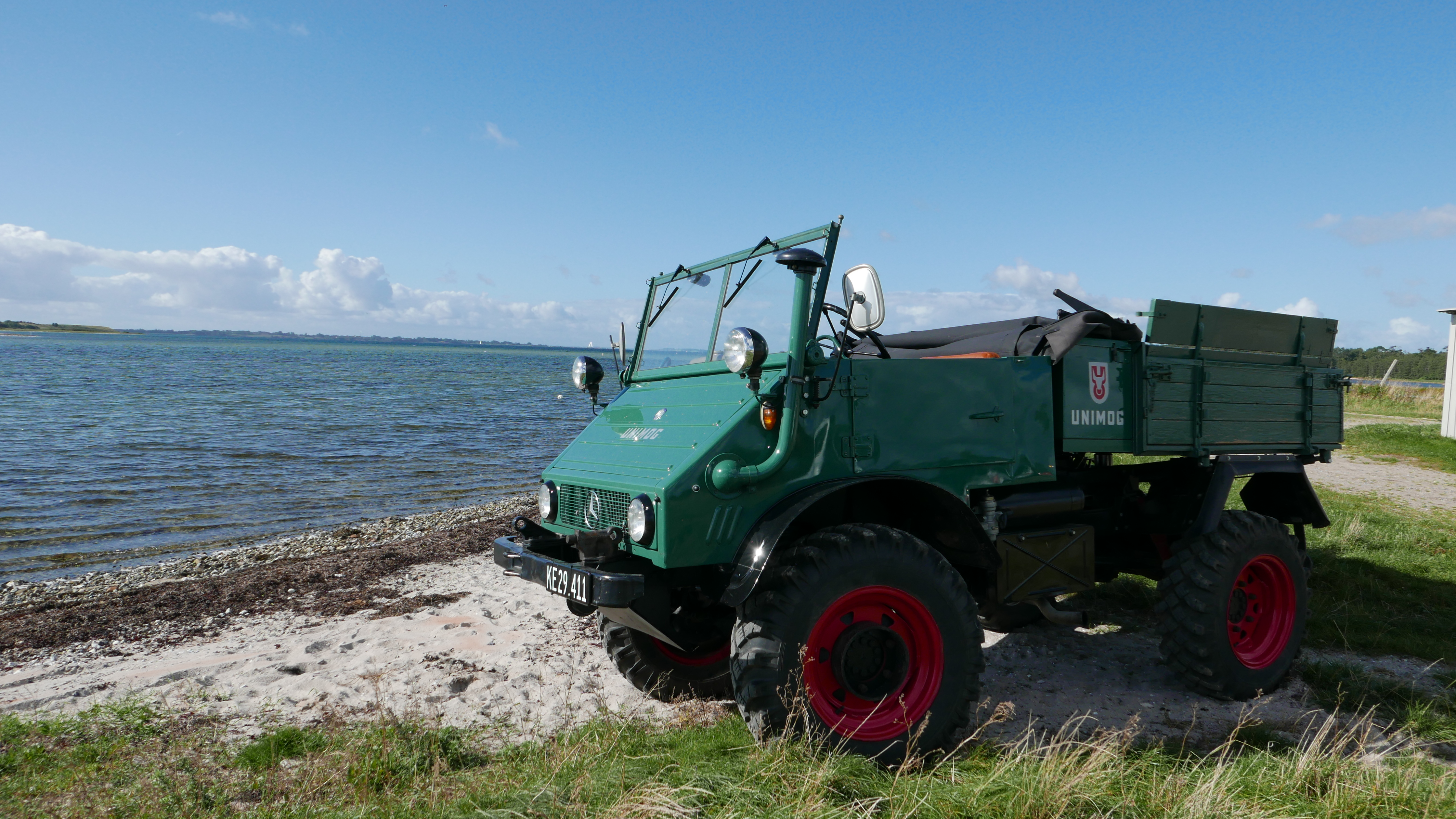
Unimog 411.119, 1963–1974, langer Radstand von 2120 mm

## Baumuster

### Baumusterübersicht
Insgesamt 39.581 Unimog 411 sowie 350 Teilsätze in zwölf verschiedenen Baumustern wurden gebaut. 11.604 Exemplare hatten das Fahrerhaus Typ DvF, 1107 das Fahrerhaus Typ B und 26.870 Unimog 411 sind Cabrios. Etwa 57,2 % aller gebauter Unimog 411 hatten den langen Radstand von 2120 mm und 2,9 % den extralangen Radstand von 2570 mm. Folgende Baumuster des Unimog 411 wurden gebaut:
| Baumuster | 411er-Typ | Produktionszeitraum | Fahrerhaus          | Radstand | Motorleistung | Stückzahl | Anmerkungen |
| --------- | --------- | ------------------- | ------------------- | -------- | ------------- | --------- | --- |
| 411.110   | 411       | 1956/08 bis 1957/09 | Cabrio              | 1720 mm  | 22 kW         | 8977      | |
| 411.110   | 411       | 1957/09 bis 1961/10 | Cabrio              | 1720 mm  | 23,5 kW       | 8977      | |
| 411.110   | 411a      | 1961/10 bis 1963/01 | Cabrio              | 1720 mm  | 23,5 kW       | 8977      | |
| 411.111   | 411       | 1956/09 bis 1961/10 | Westfalia Typ B     | 1720 mm  | 22 kW         | 819       | |
| 411.112   | 411       | 1956/09 bis 1961/10 | Cabrio              | 2120 mm  | 23,5 kW       | 6155      | |
| 411.112   | 411a      | 1961/10 bis 1963/01 | Cabrio              | 2120 mm  | 23,5 kW       | 6155      | |
| 411.113   | 411       | 1956/09 bis 1961/10 | Westfalia Typ B     | 2120 mm  | 22 kW         | 288       | |
| 411.114   | 411c      | 1969/10 bis 1973    | Cabrio              | 2570 mm  | 26,5 kW       | 1091      | 1957 wurde ein Prototyp mit dem Baumuster 411.114 gebaut, der einen 48-kW-Ottomotor und 2120 mm Radstand hatte. 1969 wurde das Baumuster 411.114 neu vergeben. |
| 411.115   | 411c      | 1968/10 bis 1973    | Cabrio              | 2570 mm  | 26,5 kW       | 54        | |
| 411.116   | 411       | 1957/05 bis 1959    | Cabrio              | 1720 mm  | 18,5 kW       | 54        | |
| 411.117   | 411       | 1957/09 bis 1961/10 | Westfalia Typ DvF   | 2120 mm  | 23,5 kW       | 6906      | |
| 411.117   | 411a      | 1961/10 bis 1963/03 | Westfalia Typ DvF   | 2120 mm  | 23,5 kW       | 6906      | |
| 411.118   | 411b      | 1963/01 bis 1965/02 | Cabrio              | 1720 mm  | 23,5 kW       | 2072      | |
| 411.118   | 411c      | 1965/02 bis 1974/10 | Cabrio              | 1720 mm  | 25 kW         | 2072      | |
| 411.119   | 411b      | 1963/01 bis 1965/02 | Cabrio              | 2120 mm  | 23,5 kW       | 8467      | |
| 411.119   | 411c      | 1965/02 bis 1974/10 | Cabrio              | 2120 mm  | 25 kW         | 8467      | |
| 411.120   | 411b      | 1963/03 bis 1965/02 | Westfalia Typ DvF   | 2120 mm  | 23,5 kW       | 4698      | |
| 411.120   | 411c      | 1965/02 bis 1974/10 | Westfalia Typ DvF   | 2120 mm  | 25 kW         | 4698      | |
| 411.160   | 411c      | 1968/05 bis 1969    | offener Bedienstand | –        | 26,5 kW       | 350       | Für Gafner gefertigte Teile, die als Grundlage für den Skidder Gafner MB 411 dienten                                                                           |

## Grundpreise
Die Baureihe 411 wurde in verschiedenen Ausführungen gebaut, nachfolgend die Grundpreise (Listenpreise) für den westdeutschen Markt tabellarisch:
| Modell | Jahr             | Serienausstattung | Radstand | Preis     |
| ------ | ---------------- | --- | -------- | --------- |
| U 30   | 1956             | offenes Fahrerhaus | 1720 mm  | 12.500 DM |
| D 32   | ab 12. Okt. 1961 | offenes Fahrerhaus, Anhängerbremsanlage, Kompressor, Doppeldruckmesser, Reifenfüllschlauch                                              | 1720 mm  | 14.350 DM |
| DL 32  | ab 12. Okt. 1961 | offenes Fahrerhaus, Anhängerbremsanlage, Kompressor, Doppeldruckmesser, Reifenfüllschlauch                                              | 2120 mm  | 14.720 DM |
| DFL 32 | ab 12. Okt. 1961 | geschlossenes Fahrerhaus, Anhängerbremsanlage, Kompressor, Doppeldruckmesser, Reifenfüllschlauch, Heizung, Belüftung, ohne Ackerschiene | 2120 mm  | 16.575 DM |
| H 32   | ab 12. Okt. 1961 | offenes Fahrerhaus, Hydraulikanlage, Dreipunktheckkraftheber                                                                            | 1720 mm  | 15.100 DM |
| HL 32  | ab 12. Okt. 1961 | offenes Fahrerhaus, Hydraulikanlage, Dreipunktheckkraftheber                                                                            | 2120 mm  | 15.470 DM |
| HFL 32 | ab 12. Okt. 1961 | geschlossenes Fahrerhaus, Heizung, Belüftung, Hydraulikanlage, Dreipunktheckkraftheber                                                  | 2120 mm  | 17.475 DM |
| D 34   | ab 1. März 1965  | offenes Fahrerhaus, Anhängerbremsanlage                                                                                                 | 1720 mm  | 15.300 DM |

## Technische Beschreibung

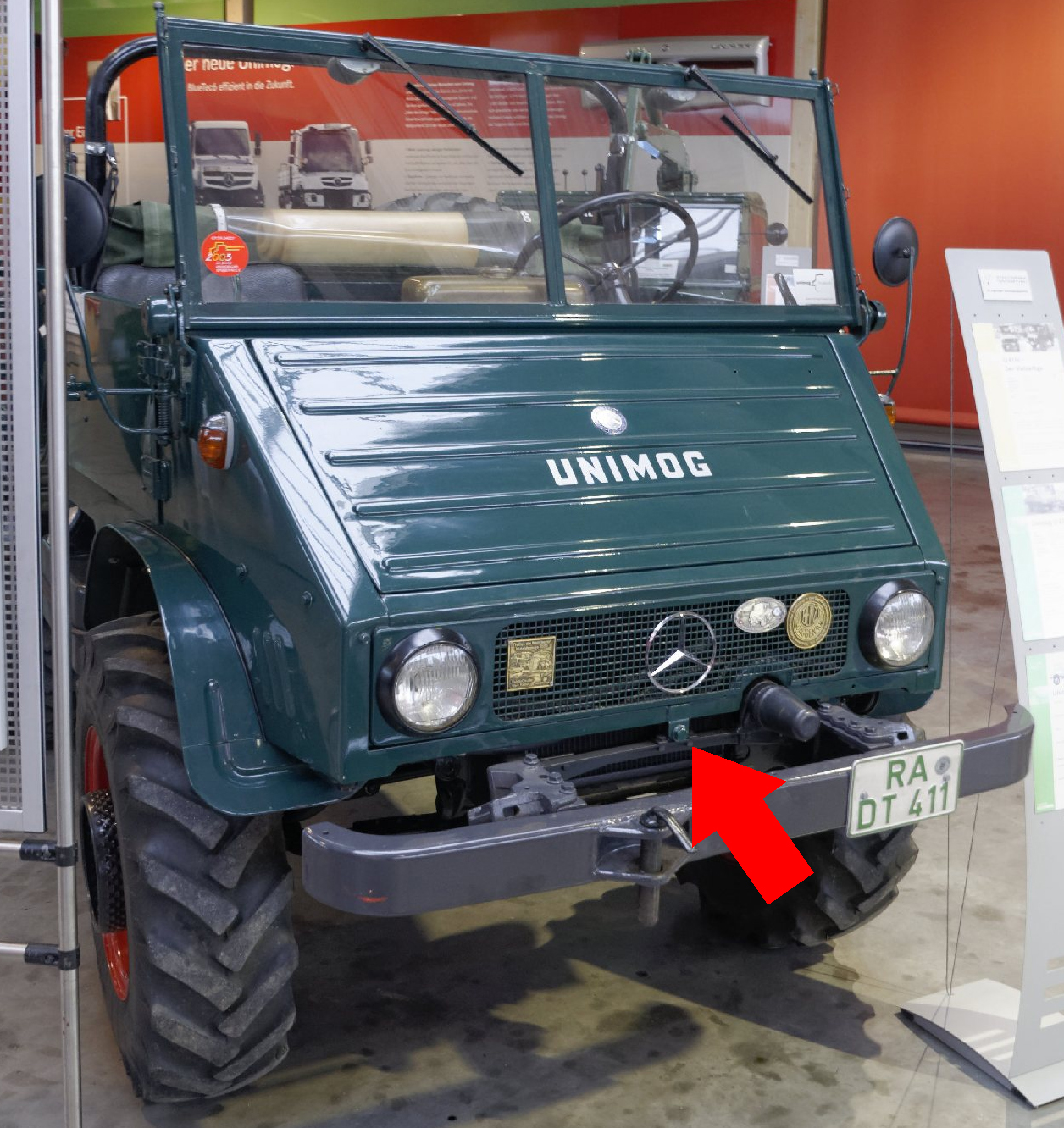
Direkt unter dem Mercedes-Stern ist das vordere Lager der Dreipunktaufhängung des Fahrerhauses gut zu erkennen

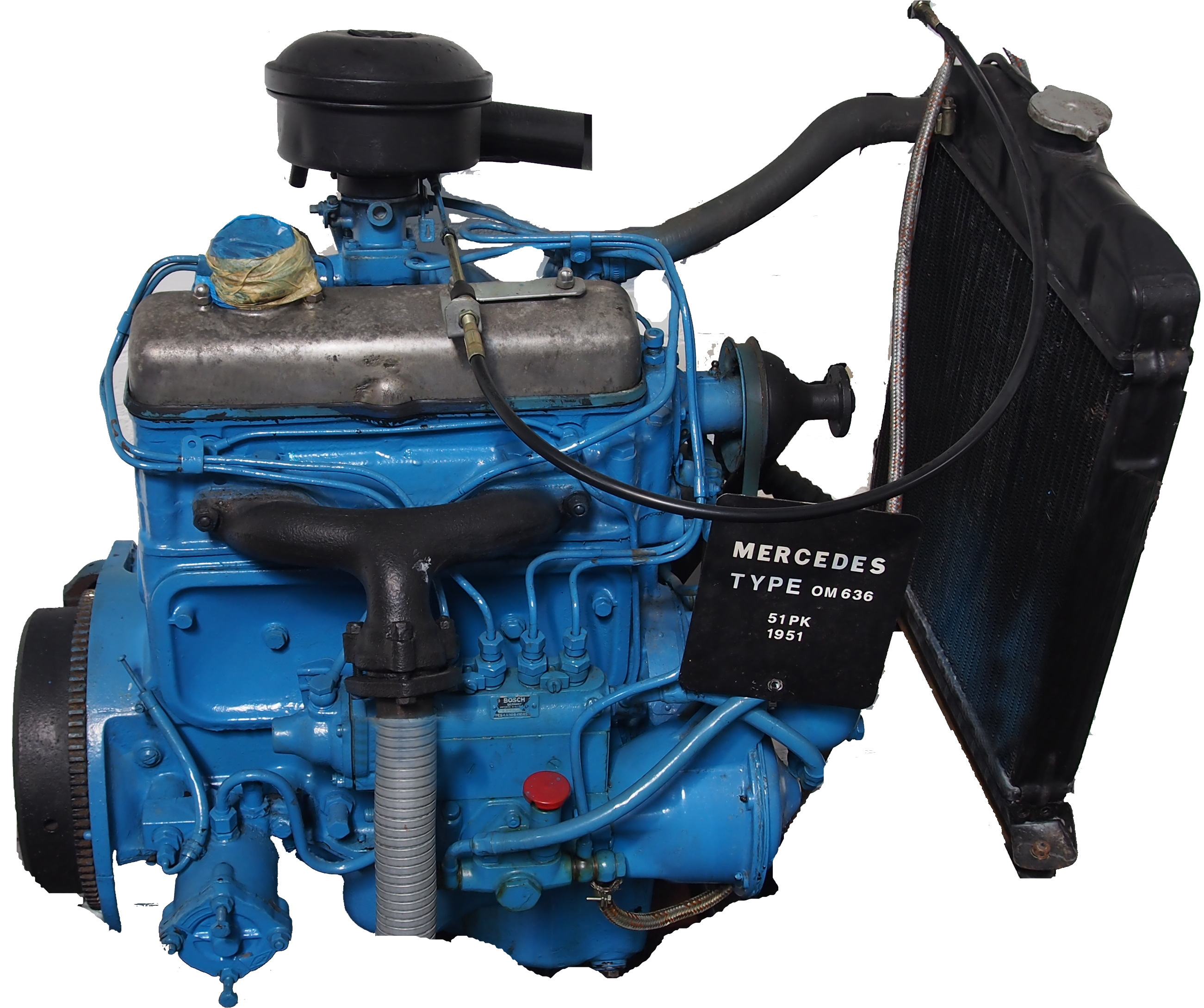
Dieselmotor OM 636, hier ein Baumuster für einen Pkw, vermutlich 636.930

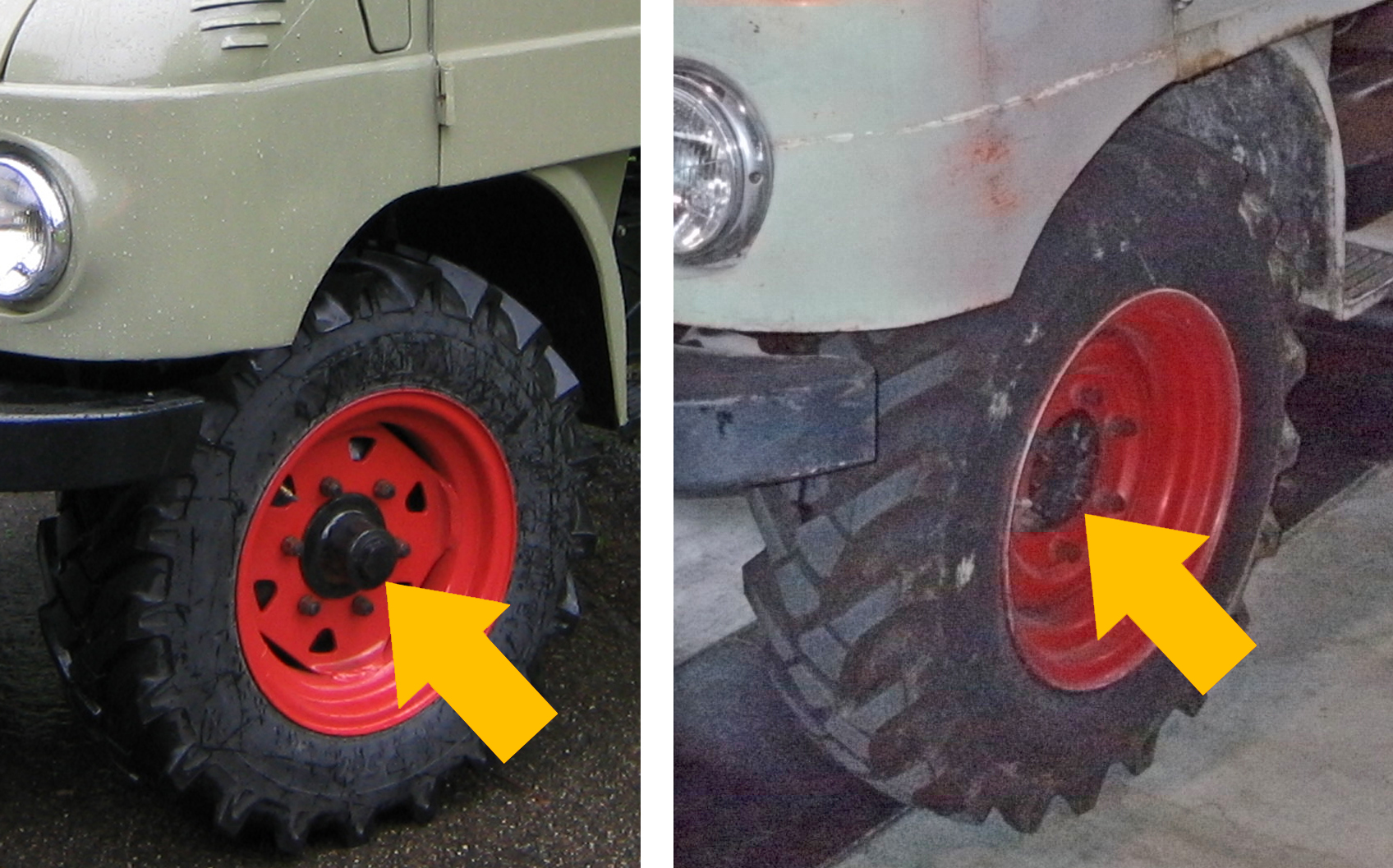
Links: Schraube in der Radnabe der „Blechachse“, wie sie beim Urtyp und 411a eingebaut wurde_{ }
Rechts: Neue Achse des 411b und 411c

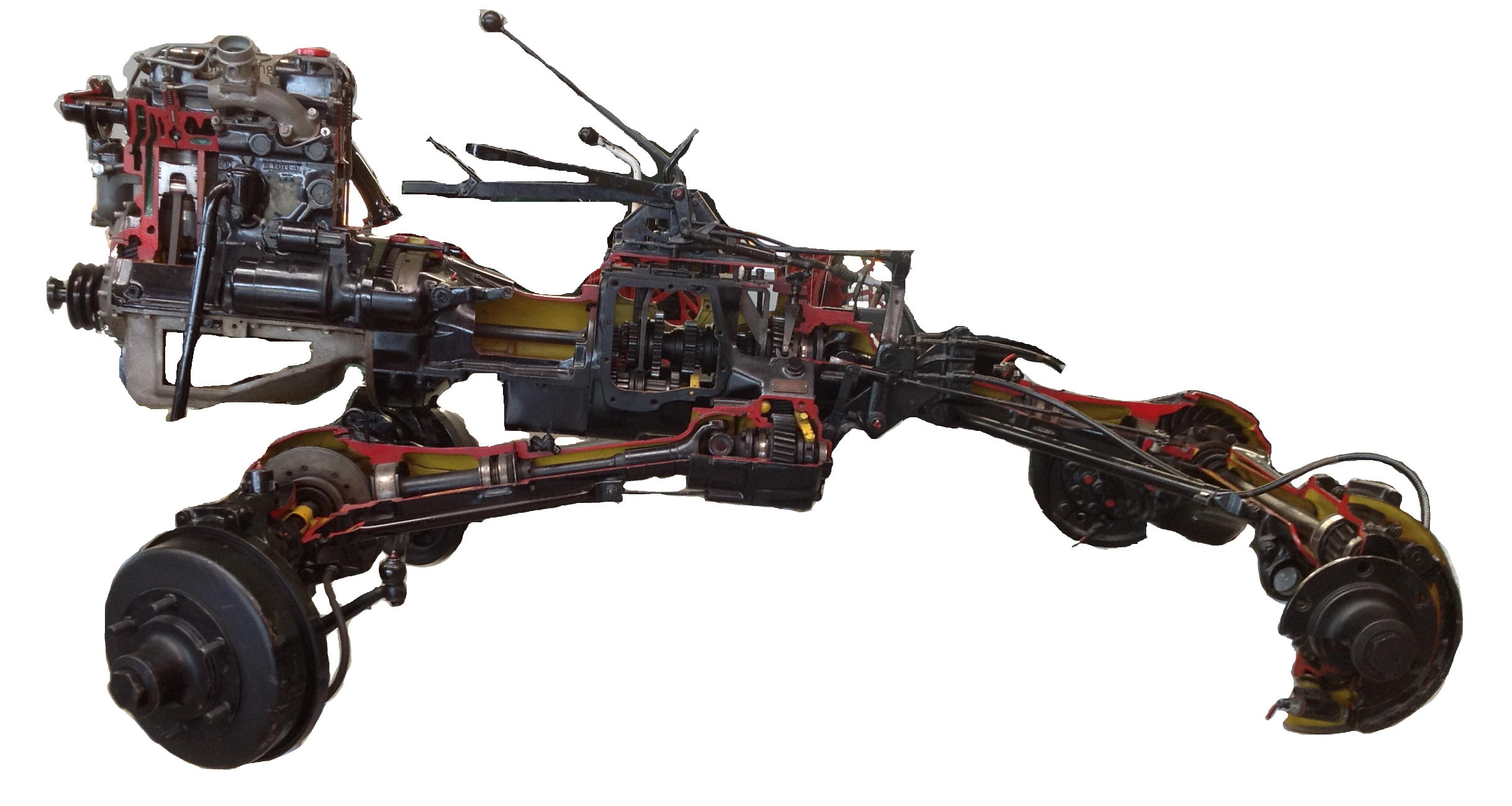
Antriebsstrang des Unimog 411

Der Unimog 411 ist ein kompaktes Mehrzweckfahrzeug mit vier gleich großen Rädern. Er hat einen U-Profil-Leiterrahmen und starre Portalachsen vorne und hinten. Für den Antrieb von Zusatzgeräten sind vorne und hinten je eine Standardzapfwelle eingebaut, deren Drehzahl auf entweder 540 min−1 oder 1000 min−1 eingestellt werden kann. Sie lassen sich unabhängig voneinander einschalten. Der 411 ist ein Fahrzeug mit Hinterradantrieb und zuschaltbarem Vorderradantrieb mit Differenzialsperren an beiden Achsen. Eine Pritsche ist auf dem hinteren Teil des Leiterrahmens aufgebaut.

### Fahrerhaus
Den Unimog 411 gab es mit Stoffverdeck („Cabrio“) und geschlossenem Fahrerhaus; die geschlossenen Fahrerhäuser lieferte Westfalia. Alle Fahrerhäuser einschließlich der Cabrioversion haben beim Urtyp 411 eine starre Vierpunktaufhängung, ab dem Typ 411a (Oktober 1961) eine Dreipunktaufhängung. Sowohl Cabrio als auch geschlossenes Fahrerhaus haben zwei Sitze. Beim Urtyp bilden Fahrerhaus und Pritsche eine bauliche Einheit, ab 411a sind beide Teile getrennt.

### Motor
Der Unimog 411 wird von einem Reihenvierzylinder-Vorkammer-Saugdieselmotor des Typs OM 636.914 angetrieben. Dieser Motor hat 1767 cm³ Hubraum, eine seitliche Nockenwelle und hängende Ventile. Der wassergekühlte Motor ist vorn mittig und leicht nach hinten geneigt eingebaut. Er wird mit einem elektrischen Anlasser gestartet. Die Leistung betrug anfangs 30 PS (22 kW) bei 2550 min−1, wurde über den Produktionszeitraum jedoch schrittweise auf 32 (23,5 kW) und letztlich 34 PS (25 kW) erhöht; das Sparmodell U 25 erhielt den Motor mit 25 PS (18,5 kW) bei 2350 min−1; es erreichte jedoch nur geringe Stückzahlen. Für einige Exportbaumuster wurde der Motor auch mit 36 PS (26,5 kW) angeboten.

### Rahmen
Der Leiterrahmen des Unimog 411 ist ein planebener Rahmen aus gekanteten (später gewalzten) U-Profilen mit 100 mm (Urtyp 411) bzw. 120 mm (411a,b,c) Steghöhe. Die U-Profile sind mit fünf eingenieteten Querträgern verbunden. Je zwei Querträger sitzen dicht beieinander im Front- und Heckbereich, ein Querträger ist unmittelbar hinter dem Fahrerhaus. Der hintere Querträger ist zusätzlich mit zwei Traversen mit den U-Profilen verbunden, die in seiner Mitte angebracht sind, schräg bis zum nächsten Querträger verlaufen und so Dreiecke bilden. Dadurch, dass Fahrerhaus- und Pritschenaufbau beim Urtyp an vier Punkten mit dem Rahmen verbunden sind, können sich die Teile nicht gegeneinander verdrehen, was Brüche, Risse und bleibende Verformungen begünstigt. Ab dem 411a konnten sich die Rahmen besser verwinden, da das Fahrerhaus nun im Heck zwei Punkte für die Aufhängung, vorne jedoch nur mehr einen erhielt. Für den Rahmen wurden verschiedene Zubehörteile wie Halteböcke, zusätzliche Traversen und Platten angeboten, um Zusatzgeräte am Rahmen anbringen zu können.

### Fahrwerk und Antriebsstrang
Durch die Portalachsen mit Laufradvorgelege hat der Unimog trotz seiner kleinen Rädern eine verhältnismäßig große Bodenfreiheit. Die Achsen sind an Schubrohren und Panhardstäben geführt. Die Schubrohre sind am Getriebe in Kugelgelenken gelagert und starr mit den Differenzialgetrieben der Achsen verbunden. In den Schubrohren laufen die Antriebswellen, die das Drehmoment vom Getriebe auf die Achsen übertragen. Abgefedert werden die Achsen des Unimog mit je zwei Schraubenfedern (vorne 17 mm bzw. 18 mm, hinten anfangs 18 mm, dann 19,5 mm) mit innenliegenden Zusatzfedern und hydraulischen Teleskopstoßdämpfern. Die Radaufhängung erlaubt besonders lange Federwege und daher eine große Achsverschränkung, daher ist der Unimog sehr geländegängig. Serienmäßig wurde der U 411 mit Reifen der Größe 7,5–18″ geliefert. Als Sonderausstattung waren Reifen der Dimensionen 10–18″, später 10,5–18″ erhältlich.
Der Urtyp und der 411a haben die „Blechachse“ genannte Portalachse, die von Erhard & Söhne hergestellt wurde. Die Blechachse besteht aus zwei U-förmigen, je ca. 1,2 m langen Blechschalen mit einer Kröpfung für das Differenzial in der Mitte; die beiden Blechschalen wurden übereinander zu einer Banjoachse zusammengeschweißt. Innerhalb sitzen das Differenzialgetriebe und die Antriebswellen. Außen ist an den Blechachsen je Seite ein separates Gehäuse für die Laufradvorgelege angeschraubt. In der Radnabe ist eine zentrale Befestigungsschraube angebracht, die von außen deutlich sichtbar ist. Ab 1963, mit dem Typ 411b, baute Daimler-Benz die Achse des Unimog 406 in modifizierter Form auch im 411 ein. Die neuen Achsen sind aus einem Differenzialgehäuse und zwei ca. 0,6 m langen gegossenen Achshälften gebaut, an deren inneren Enden eine halbe Differenzialglocke ausgeformt ist. Mit innenliegenden Sechskantschrauben sind die beiden Achshälften vertikal mit dem Differenzialgehäuse verbunden (Trichterachse). An den äußeren Enden sind die Laufradvorgelege angeschraubt. Äußeres Erkennungsmerkmal der neuen Achse ist die Nabe, aus der keine Radverschlussschraube mehr hervorsteht (siehe Bild rechts). Diese neue Achse war preiswerter in der Herstellung, einfacher zu warten und belastbarer als die Blechachse. Die Achsübersetzung der Unimogachsen ist 25 : 7 (Ur-411, 411a, 411b) beziehungsweise 35 : 9 (411c).

### Getriebe

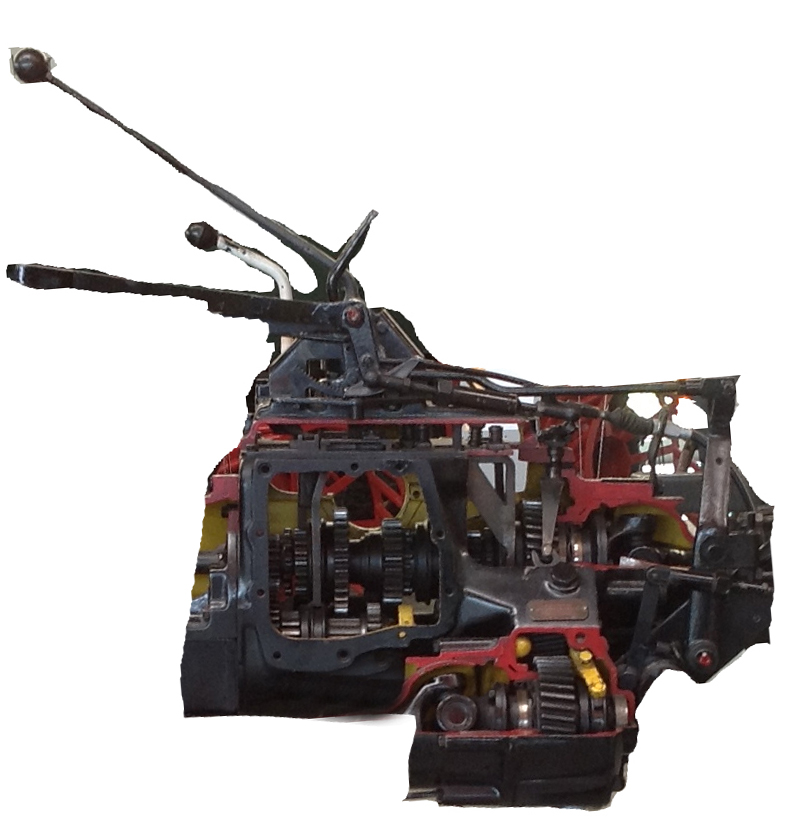
Synchronisiertes Getriebe UG 1/11

Daimler-Benz baute im Unimog 411 das Getriebe UG1/11 ein, auch F-Getriebe genannt, das für ein Eingangsdrehmoment von 107,9 N·m (11 kp·m) ausgelegt ist. Es hat Klauenschaltung, kugelgelagerte Wellen, sechs Vorwärts- und zwei Rückwärtsgänge. Auf Wunsch gab es ein Zusatzkriechganggetriebe mit zwei Gängen. Mit dem großen oberen Hebel werden die Vorwärtsgänge eingelegt, mit dem mittleren kleinen Hebel die Rückwärtsgänge und dem größeren unteren Hebel die Kriechgänge (siehe Bild rechts). Ab März 1957 konnte das Getriebe auf Wunsch durch Einbau von Kugeln, Steinen, Blattfedern und Synchronringen synchronisiert geliefert werden; ab 1959 war es serienmäßig synchronisiert und mit Gleitlagern ausgestattet. Dasselbe Getriebe wurde in der synchronisierten Variante bereits ab 1955 im Unimog 404 eingebaut. Für den Antrieb der Vorderachse ist ein Verteilergetriebe unmittelbar angeflanscht. Der Geschwindigkeitsbereich reicht von 1–55 km/h.

### Pneumatik
Die Pneumatikanlage ist beim Urtyp 411 das Kernstück der Kraftheberanlage, denn die Front- und Heckkraftheber werden wie beim Unimog 401 pneumatisch bewegt. Im Wesentlichen besteht die Pneumatikanlage aus sechs Hauptkomponenten: Einem Kompressor, der vom Motor angetrieben wird, einem Steuerventil, einem quer schräg oben vor der Hinterachse eingebauten Drucklufttank, der Bedieneinheit im Fahrerhaus, der Heckkraftheberanlage mit zwei Pneumatikzylindern sowie der Frontkraftheberanlage mit einem Pneumatikzylinder. Die pneumatische Anlage wurde im Wesentlichen vom Unimog 401 übernommen, jedoch für eine größere Hubkraft verstärkt. Insbesondere der große Drucklufttank benötigte viel Platz. Auf Wunsch war auch ein pneumatischer Hubzylinder für das Abkippen der Pritsche erhältlich, der mit ca. 8 bar Druck betrieben wurde.

### Hydraulikanlage
Ab dem Typ 411a wurde eine Hydraulikanlage angeboten, sie war nicht serienmäßig eingebaut. Sie besteht aus sechs Hauptkomponenten: einer Zahnradölpumpe, einem Öltank, zwei Hydraulikzylindern und zwei Steuergeräten mit Bedienhebeln. Die Hydraulikpumpe hat einen maximalen Arbeitsdruck von 150 bar. Der vorn im Unimog untergebrachte Öltank fasst 8,5 Liter. Die Steuergeräte sind hinter dem Motor untergebracht; sie haben je einen Bedienhebel. Die Bedienhebel sind an einer Stange unter dem Lenkrad montiert. Mit dem ersten Hebel kann der Fahrer den Hydraulikzylinder des Heckkrafthebers bedienen. Mit dem zweiten Hebel steuert er die Anbaugeräte.

## Lackierung
Die meisten Fahrzeuge sind dem Geschmack der 1950er-Jahre angepasst und wie auch die Vorgängerfahrzeuge in Unimog-Grün lackiert. Unimog-Grün war von Produktionsbeginn bis 1966 die Standardfarbe, die etwa 54 % aller Fahrzeuge haben. Ab Werk ebenfalls lieferbar war Lkw-Grau, die einzige Farbe, die über den gesamten Produktionszeitraum beibehalten wurde. Allerdings wurden nur rund 3 % aller je gebauten Unimog 411 in dieser Farbe lackiert. Von 1966 an wurde als Standardfarbe Lkw-Grün verwendet, diese Farbe gab es bereits seit 1963 beim Unimog 406. Nur 20 % aller je gebauten Fahrzeuge haben diese Farbe; 23 % waren in Sonderfarben lackiert, die über den gesamten Produktionszeitraum angeboten wurden. Aufgrund der Vielzahl der Sonderfarben sind sie hier nicht separat aufgelistet. Wichtigste Kunden, die eine Sonderfarbe bestellten, waren neben Militär die Deutsche Bundesbahn und die Deutsche Bundespost.
Serienmäßige Farben
| Lkw-Grün (DB 6277) | Lkw-Grau (DB 7187) | Unimog-Grün (DB 6286) |

Rahmen, Tank, Achsen und Federn waren nicht in Wagenfarbe, sondern in Tiefschwarz (RAL 9005) lackiert, die Räder in Karminrot (RAL 3002). Von 1958 bis 1960 verwendete Daimler-Benz für diese Teile (mit Ausnahme der Räder) stattdessen Chassisrot (DB 3575). In den 1970er-Jahren stellte Mercedes-Benz die Farbe der Räder ebenfalls auf Tiefschwarz um.
| Tiefschwarz (RAL 9005) | Karminrot (RAL 3002) | Chassisrot (DB 3575) |

## Zubehör

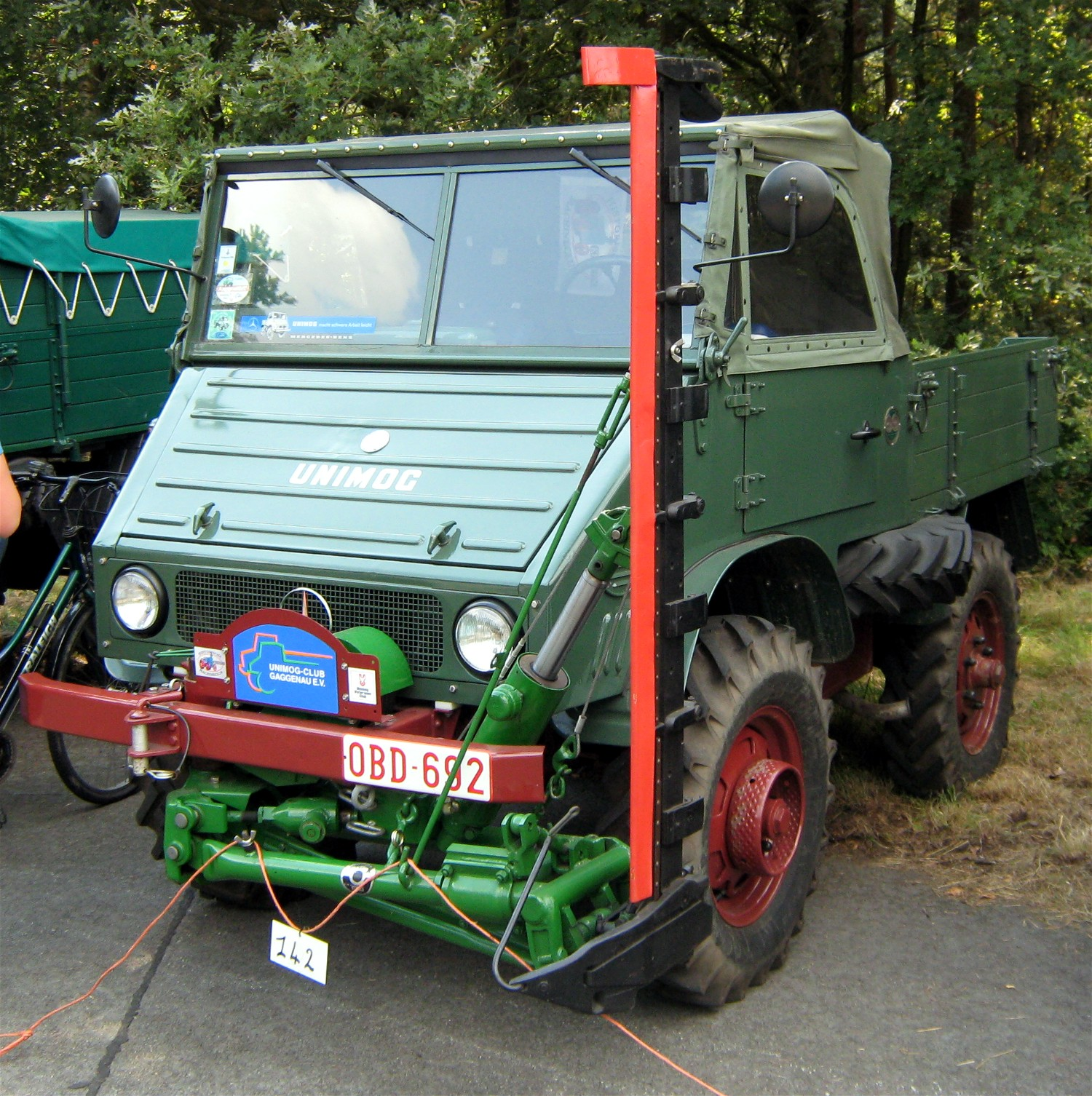
Mähwerk BM 62 KW an Unimog 411

Zubehör war separat gegen Aufpreis erhältlich. Speziell für den Unimog 411 entwickelte Busatis in Zusammenarbeit mit Daimler-Benz das Mähwerk Typ BM 62 KW. Wie auch schon bei anderen Unimogmodellen gab es eine Frontseilwinde, die über die Zapfwelle angetrieben wurde. Zwei unterschiedliche Seilwindentypen, Typ A und Typ C, mit je ca. 30 kN Zugkraft waren verfügbar. Während der Typ A die „einfache“ Ausführung ist, hat der Typ C ein zusätzliches Reduktionsgetriebe und eine Bandbremse, sodass die Seilwinde des Typs C auch zum Ablassen von Lasten geeignet ist. Beide Seilwinden haben eine Seillänge von 50 m und einen Seildurchmesser von 11 mm bzw. 12 mm. Die Seilgeschwindigkeit ist stufenlos zwischen 48 und 60 m/min einstellbar. Electron baute für den Unimog 411 einen Pressluftgenerator, mit dem externe Pressluftgeräte wie Presslufthämmer oder Bohrer angetrieben werden können. Der Pressluftgenerator wird von der Frontzapfwelle angetrieben und fördert Luft mit bis zu 2200 dm³/min, der Betriebsdruck beträgt 6 bar. Die Donges Stahlbau entwickelte in Kooperation mit Daimler-Benz zwischen 1955 und 1957 den Unikran Typ SU, einen Kranauflieger für den Unimog 411. Der Unikran Typ SU hat eine Tragfähigkeit von 2942 daN (3 Mp) und eine Hakenhöhe von ca. 7 m bis 8 m. Er ist auch ohne Unimog betriebsfähig. Von dem Schweizer Hersteller Haller gab es eine Motorstaubremse für den Unimog 411, die bei einer nennenswerten Anzahl Fahrzeuge nachgerüstet wurde.

## Technische Daten 1957
| Modell                        | U 30                                                                      |
| Baumuster                     | 411.110                                                                   |
| ----------------------------- | ------------------------------------------------------------------------- |
| Motor                         | OM 636                                                                    |
| Bauart                        | Wassergekühlter Reihenvierzylinder-Vorkammerdieselmotor                   |
| Hubraum                       | 1767 cm³                                                                  |
| Nennleistung                  | DIN 70020: 30 PS (22 kW) SAE: 35 hp (26 kW) bei 2550 min−1                |
| Kupplung                      | Einscheibentrockenkupplung Fichtel & Sachs K 16 Z                         |
| Getriebe                      | Daimler-Benz UG 1 6 Vorwärtsgänge, 2 Rückwärtsgänge, nicht synchronisiert |
| Lenkung                       | Fulmina Typ 25                                                            |
| Bremsanlage                   | Hydraulische Trommelbremsen an allen vier Rädern                          |
| Bereifung                     | 7,5–18″ AS                                                                |
| Pritschenfläche               | 2,2 m²                                                                    |
| Kraftstoffbehältervolumen     | 40 l                                                                      |
| Kraftstoffverbrauch           | ca. 10 l/100 km 2–6 l h                                                   |
| Masse                         | DIN 70020: 1795 kg                                                        |
| Nutzlast                      | 1000 kg                                                                   |
| Zulässige Gesamtmasse         | 3200 kg                                                                   |
| Zulässige Achslast (v/h)      | 1475 kg 2000 kg                                                           |
| Spurweite                     | 1290 mm                                                                   |
| Radstand                      | 1720 mm                                                                   |
| Bodenfreiheit                 | 380 mm                                                                    |
| Länge                         | 3520 mm                                                                   |
| Breite                        | 1630 mm                                                                   |
| Höhe (über Windschutzscheibe) | 2065 mm                                                                   |
| Spurkreisdurchmesser          | DIN 70020: 7600 mm                                                        |
| Quelle                        | [ 64 ]                                                                    |

## Nachträgliche Bewertung
Mit dem Unimog 411a hatte Daimler-Benz die Ausweitung des Unimogkonzeptes vom Schlepper zum Systemschlepper erstmals erfolgreich vollzogen. Während der ursprüngliche Unimog als rein landwirtschaftliches Fahrzeug konzipiert war, erkannte man, dass der Unimog 411 auch in anderen Bereichen gefragt war. Gerold Lingnau urteilte 1975 in einem Sonderdruck der Frankfurter Allgemeinen Zeitung: „Vom Unimog wären freilich bis heute kaum 175.000 Stück gebaut worden, wenn er nur ein Angebot an die Landwirtschaft geblieben wäre. Schon früh begann die Karriere in anderen Bereichen. […] Daß der Unimog so vielseitig ist, verdankt er nicht zuletzt einer rührigen Geräteindustrie. Sie hat ihre Chance schon früh erkannt und – in enger Zusammenarbeit mit Daimler-Benz – hunderte Anbauten für diesen ersten ‚Geräteträger‘ der Fahrzeuggeschichte entwickelt.“ Carl-Heinz Vogler führt die Entwicklung des Unimog hin zum beliebten Fahrzeug bei Kommunen, Bauwirtschaft und Transportgewerbe auf die stetigen Weiterentwicklungen wie den verstärkten Rahmen des 411a und das größere Ganzstahlfahrerhaus des Typs DvF zurück.
Die planebene Leiterrahmenkonstruktion des Unimog 411 ist äußerst robust, Torsions- und Biegesteifigkeit waren seinerzeit unerreicht, was den Unimog 411 zu einem besonders zuverlässigen Fahrzeug machte. Nicht mehr mithalten konnte der U-411-Rahmen jedoch mit dem gekröpften Rahmen des Unimog 404 und 406, der bessere Torsionseigenschaften bietet.